# Evaniella levigena
Evaniella levigena är en stekelart som först beskrevs av Jean-Jacques Kieffer 1904.  Evaniella levigena ingår i släktet Evaniella och familjen hungersteklar. Inga underarter finns listade i Catalogue of Life.